# Izak van der Merwe
Izak van der Merwe (Johannesburg, 26 de Janeiro de 1984) é um tenista profissional sul-africano, seu melhor ranking de 217° em simples e 158° em duplas pela ATP.
Encerrou o ano de 2011 como o número 113 do mundo.